# Governatore dell'Amapá
Il Governatore dell'Amapá è il governatore dello Stato federato brasiliano dell'Amapá.

## Storia
Fino al 13 settembre 1943, Amapá faceva parte dello stato del Pará, quando fu separato come territorio federale (sotto l'amministrazione diretta dell'Unione). Solo quarantacinque anni dopo, con la Costituzione Federale del 1988, il territorio viene elevato alla categoria di Stato federato (istituito di fatto nel 1990).

## Funzioni
La Costituzione dello Stato di Amapá è stata emanata il 20 dicembre 1991, con l'aggiunta di emendamenti risultanti da successivi emendamenti costituzionali. L'Amapá è uno stato della federazione, essendo governato da tre poteri, l'esecutivo, rappresentato dal governo dello Stato di Amapá, il legislativo, rappresentato dall'Assemblea legislativa di Amapá, e il giudiziario, rappresentato dalla Corte di giustizia del Stato di Amapá e altri tribunali e giudici. La partecipazione popolare alle decisioni del governo è consentita anche attraverso referendum e plebisciti.

## Elenco
| Ritratto | Nominativo                         | Mandato                  |
| -------- | ---------------------------------- | ------------------------ |
|          | Janary Gentil Nunes                | 1944 - 1956              |
|          | Theodoro Arthou                    | 1956                     |
|          | Amílcar Pereira                    | 1956 - 1958              |
|          | Pauxy Nunes                        | 1958 - 1961              |
|          | Moura Cavalcanti                   | marzo - settembre 1961   |
|          | Mário de Medeiros Barbosa          | settembre - ottobre 1961 |
|          | Raul Monteiro Valdez               | 1961 - 1962              |
|          | Terêncio Furtado de Mendonça Porto | 1962 - 1964              |
|          | Luís Mendes da Silva               | 1964 - 1967              |
|          | Ivanhoé Gonçalves Martins          | 1967 - 1972              |
|          | José Lisboa Freire                 | 1972 - 1974              |
|          | Artur de Azevedo Henning           | 1974 - 1979              |
|          | Aníbal Barcelos                    | 1979 - 1985              |
|          | Jorge Nova da Costa                | 1985 - 1990              |
|          | Gilton Garcia                      | 1990 - 1991              |
|          | Aníbal Barcelos                    | 1991 - 1995              |
|          | João Capiberibe                    | 1995 - 2002              |
|          | Dalva Figueiredo                   | 2022 - 2003              |
|          | Waldez Góes                        | 2003 - 2010              |
|          | Pedro Paulo Dias                   | 2010 - 2011              |
|          | Camilo Capiberibe                  | 2011 - 2015              |
|          | Waldez Góes                        | 2015 - 2023              |
|          | Clécio Luís                        | 2023 - in carica         |